# 早老症

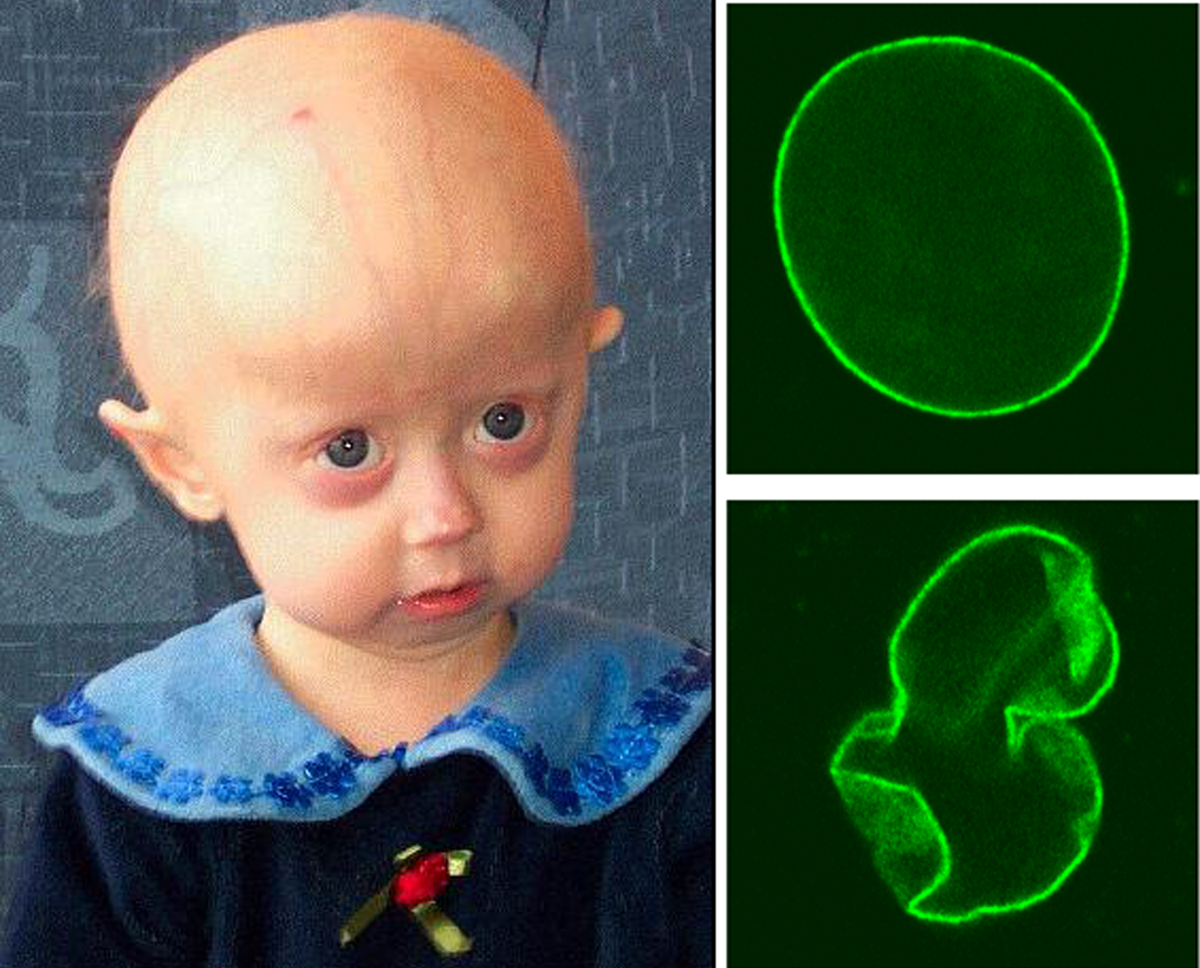
ハッチンソン・ギルフォード・プロジェリア症候群

早老症（そうろうしょう、Progeroid syndromes）は、体細胞分裂時の染色体の不安定性（逆位、欠失、逆転座、相同組み換え、組み換え異常など）が認められ、加齢促進状態をもたらす疾病のことをいう。この他、後天的に、紫外線を含む放射線の被曝、化学物質による遺伝子のメチル化なども加齢を促進する要因となりうる。

## 概要
ほとんどの早老症においては、遺伝子が、DNA、RNA代謝に関連した酵素がもたらす染色体異常を呈することが判明している。このため、細胞増殖分裂時の異常により、遺伝子の他領域の変異、他遺伝子との共同作業の異常などを病因として、顕著な老化症状が発症する。

## 代表的な早老症
各国の遺伝学会で論じられる狭義かつ特徴的な早老症として、次のものがある。
- ウェルナー症候群 (WS、Werner Syndrome)
- ハッチンソン・ギルフォード・プロジェリア症候群（HGPS、Hutchinson-Gilford Progeria Syndrome、通称：プロジェリア症候群）
- ロスムンド・トムソン症候群 (RTS、Rothmund Thomson Syndrome)
- コケイン症候群 (Cockayne Syndrome)
- 新生児早老症様症候群（Wiedemann-Rautenstrauch syndrome）

また、広義の早老症として、次の症例を加える場合もある。
- ダウン症候群 (Down Syndrome)
- ブルーム症候群 (Bloom Syndrome)
- 毛細血管拡張性運動失調症